# Immanuel Hegel
Thomas Immanuel Christian Hegel (* 24. September 1814 in Nürnberg; † 26. November 1891 in Berlin) war ein  preußischer Jurist und Beamter. Er wirkte von 1865 bis 1891 als Konsistorialpräsident der preußischen evangelischen Landeskirche in Berlin.

## Leben
Hegel, der zweite eheliche Sohn des Philosophen Georg Wilhelm Friedrich Hegel, studierte an den Universitäten Berlin, München und Heidelberg Philosophie, Rechts- und Staatswissenschaften. 1836 trat er als Auskultator in den preußischen Staatsdienst ein, wurde 1838 Referendar bei der Regierung in Arnsberg und 1842 Assessor bei der Regierung in Magdeburg. 1844 kam er als „Hilfsarbeiter“ in das neuerrichtete Handelsamt in Berlin und verblieb dort, als dies im April 1848 zum Handelsministerium erhoben wurde. Seit Juli 1848 im Büro des Staatsministeriums tätig, wurde er 1849 zum Regierungsrat und Leiter der Zentralstelle für Preß-Angelegenheiten befördert. 1853 stieg er zum Geheimen Regierungsrat und Vortragenden Rat und 1859 zum Geheimen Oberregierungsrat auf, nachdem er schon 1858 das Amt des Kurators des Staatsschatzes übernommen hatte.

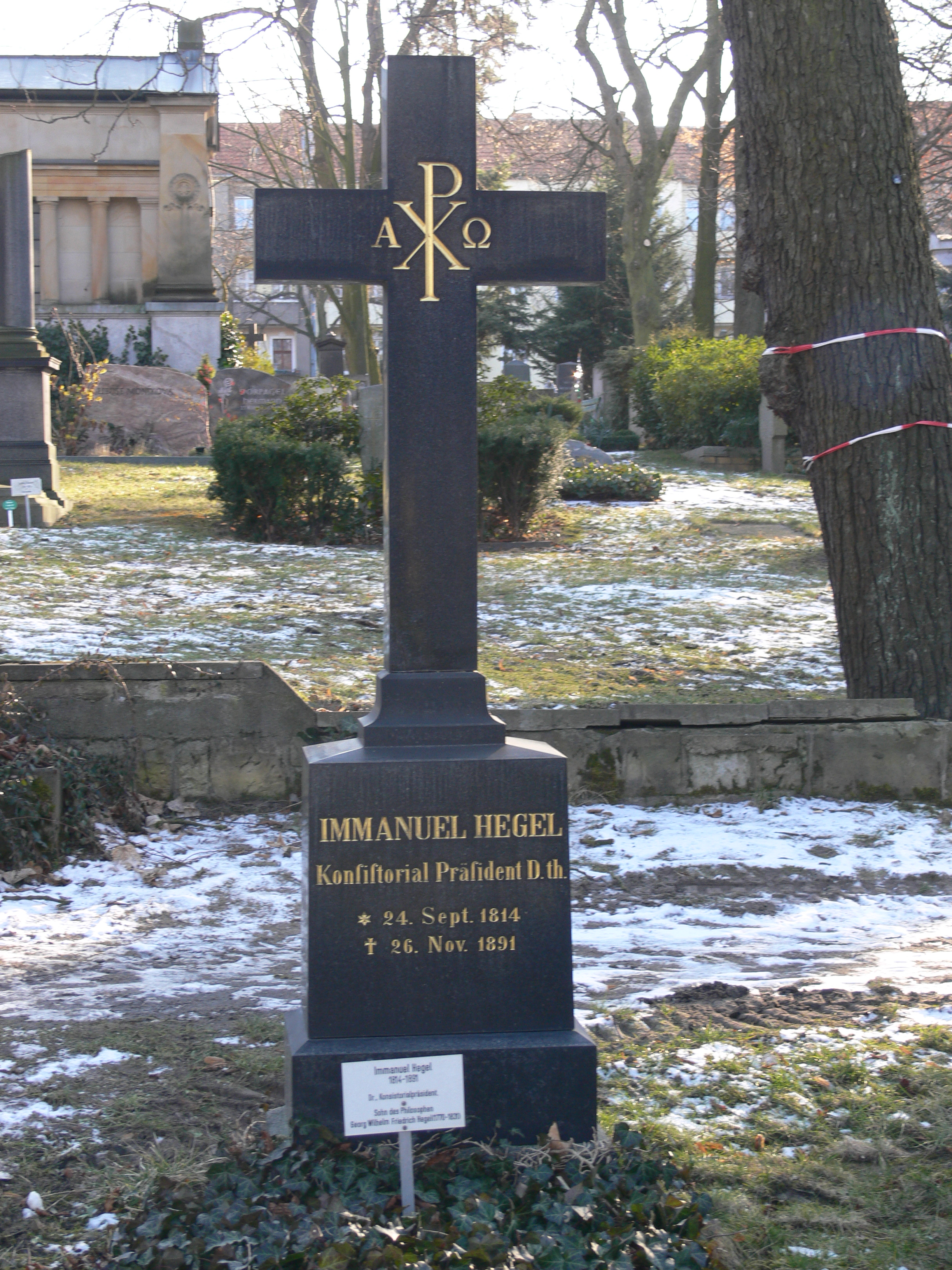
Grab Immanuel Hegels auf dem Alten St.-Matthäus-Kirchhof, Berlin

1865 schied Hegel aus dem Staatsministerium aus, um (als Nachfolger des zum Präsidenten des Evangelischen Oberkirchenrats (EOK) beförderten Ludwig Emil Mathis) die Leitung des Konsistoriums der Provinz Brandenburg zu übernehmen. Er war Gemeindeglied der St.-Matthäus-Gemeinde, mit deren Pfarrern Carl Büchsel und Theodor Braun er gut befreundet war. Theologisch war er wie diese ein Vertreter der lutherischen Neuorthodoxie innerhalb der preußischen Unionskirche und griff beispielsweise immer wieder zugunsten des orthodoxen Pfarrers Julius Kraft gegen den liberalen Gemeindekirchenrat der Zionsgemeinde ein. Ferner betrieb er die Entlassung von liberalen Pfarrern wie Adolf Sydow, Emil Gustav Lisco, Theodor Hossbach oder Albert Kalthoff, die jedoch – bis auf den letzteren – vom Evangelischen Oberkirchenrat wieder kassiert wurden. Dies bewegte Hegel, im Februar 1877 bei Kaiser Wilhelm I. um seine Entlassung zu bitten. Der Kaiser unterstützte jedoch den konservativen Kurs Hegels, was Ende 1877 zum (1878 angenommenen) Entlassungsgesuch des EOK-Präsidenten Emil Herrmann führte.
Anfang 1891 schied Hegel auf eigenen Wunsch aus seinem Amt aus und starb wenig später. Er ist auf dem Alten St.-Matthäus-Kirchhof bestattet. Sein Grab war von 1952 bis 2009 als Ehrengrab der Stadt Berlin gewidmet. 
Nebenamtlich setze sich Immanuel Hegel als Vorsitzender des Evangelischen Vereins für kirchliche Zwecke für die Innere Mission und als Präsident der Preußischen Haupt-Bibelgesellschaft für die Bibelverbreitung ein.
Hegel, der nach dem Tod des Vaters zunächst dessen hinterlassene Papiere aufbewahrte, schaltete sich auch in die Herausgabe der ersten Werkausgabe Hegels (1832–1845) sowie in die Abfassung der ersten Biographie durch Karl Rosenkranz ein. Später überließ er die Nachlasspflege stärker seinem älteren Bruder, dem Historiker Karl Hegel, zu dem er zeitlebens ein sehr enges Verhältnis pflegte, was der umfangreiche Briefnachlass aus Privatbesitz belegt.

## Familie
Hegel heiratete 1845 Friederike von Flottwell (1822–1861), eine Tochter des preußischen Staatsmanns Eduard von Flottwell. An Kindern sind bekannt:
- Marie Hegel (* 21. Mai 1848 in Berlin; verheiratet 1872 mit Rudolf von Bitter dem Jüngeren; † 27. November 1925 in Hirschberg, Niederschlesien)
- Eduard Wilhelm von Hegel (1849–1925), Regierungsbeamter und Mitglied des Deutschen Reichstags.
- Clara Hegel (* 3. März 1853 in Berlin; † 21. Februar 1924 in Zehdenick), Stiftsdame im Kloster Zehdenick[6]

Nach Friederikes Tod heiratete Hegel 1865 deren jüngere Schwester Clara (1825 – nach 1907).

## Schriften (Auswahl)
- Heinrich Gustav Hotho: Vorlesungen über Ästhetik oder Philosophie des Schönen und der Kunst. Nachgeschrieben und durchgearbeitet von Immanuel Hegel. Berlin 1833 (Neuausgabe, herausgegeben und eingeleitet von Bernadette Collenberg-Plotnikov. Frommann-Holzboog, Stuttgart 2004).
- Die Evangelische Kirchenverfassung. Berlin 1868.
- Geschichte der Gründung und ersten 25 Jahre der St. Matthäus-Kirche zu Berlin. Berlin 1871.
- Erinnerungen aus meinem Leben. Berlin 1891.